# Tipula quasimarmoratipennis
Tipula quasimarmoratipennis är en tvåvingeart som beskrevs av Enrico Adelelmo Brunetti 1912. Tipula quasimarmoratipennis ingår i släktet Tipula och familjen storharkrankar. Inga underarter finns listade i Catalogue of Life.